# Blanco (Pitbull)
Blanco è un brano musicale del cantante statunitense Hip Hop Pitbull e vede anche la collaborazione di Pharrell Williams dei Neptunes.

## Descrizione
Il singolo fa parte della colonna sonora di Fast & Furious - Solo parti originali.
Nel videoclip compare anche Chad Hugo altro componente dei Neptunes.